# Lago Sol Poente
o Lago Sol Poente é um lago artificial localizado na cidade brasileira de Quirinópolis, estado de Goiás. É um ponto turístico da cidade, onde acontecem festas carnavalescas. e shows
No local, já foram encontrados animais selvagens, tais como cobra e jacaré. 